# Actio nondum nata non praescribitur
Il brocardo actio nondum nata non praescribitur (letteralmente: Un'azione non ancora nata non è soggetta a prescrizione), esprime il principio giuridico in virtù del quale un diritto non (ancora) esercitabile non è soggetto a prescrizione. È citato anche al plurale come actioni nondum natae non praescribitur.
Il brocardo fa riferimenento al principio secondo il quale la prescrizione comincia a decorrere dal momento nel quale il diritto può venire esercitato. Tale principio generale è accolto nell'ordinamento italiano dall'art. 2935 del Codice civile, il quale recita: «La prescrizione comincia a decorrere dal giorno in cui il diritto può essere fatto valere».
L'espressione paradigmatica di tale principio è fornita, in diritto italiano, dall'art. 2935 del codice civile, a norma del quale la prescrizione comincia a decorrere dal giorno in cui il diritto può essere fatto valere. Così, ad esempio, laddove un diritto sia sottoposto a condizione sospensiva la prescrizione non può decorrere che dall'avveramento della condizione.
Altra, più completa formulazione del brocardo è: Actio nondum nata toties praescribitur quoties nativitas eius est in potestate actoris.